# Уряд Карпатської України
Рада міністрів Карпатської України (до 25 листопада 1938 року — Рада міністрів Підкарпатської Русі) — найвищий виконавчий та розпорядчий орган Підкарпатської Русі та Карпатської України. Уряд мав бути створений одразу після приєднання Закарпаття до Чехо-Словаччини, згідно з Сен-Жерменським договором, генеральним статутом Підкарпатської Русі 1919 року та конституцією Чехо-Словаччини 1920 року. Проте тільки після ослаблення центральної виконавчої влади Чехо-Словаччини та проголошенням автономії закарпатськими українцями Прага змушена була затвердити уряд Карпатської України.

## Передумови створення Ради міністрів Підкарпатської Русі
Див. також статтю Генеральний статут про організацію і адміністрацію Підкарпатської Русі

Адміністративний поділ Чехо-Словаччини у 1928—1938 роках

21 вересня 1938 року представники москвофільської (Центральна руська народна рада, Автономно-землеробський союз, Руська національно-автономна партія) та української (Перша Українська народна рада, Соціал-демократична партія) орієнтації підписали спільну декларацію щодо створення автономної адміністрації в Закарпатті, яку було вручено уряду Чехо-Словаччини та дипломатичним представництвам західних держав у Празі.
8 жовтня 1938 в Ужгороді у приміщенні Крайового уряду відбулася нарада представників української та москвофільської орієнтацій, на якій були присутні — Августин Волошин, Степан Клочуряк, Дмитра Німчука від Центральної Руської Народної Ради, а також Йосип Камінський, Володимир Гомічко, Михайло Демко від Центральної Руської Народної Ради та міністр у справах Підкарпатської Русі Іван Парканій.
На нараді було вирішено: «Домагатися для Підкарпатської Русі тих самих прав, які отримала й отримає Словаччина». Було досягнуто домовленості щодо персонального складу автономного уряду, створено Національну Раду Підкарпатської Русі. До її складу ввійшли представники практично всіх основних політичних сил краю: Центральна Руська Народна Рада, Перша Українська Народна Рада, Республіканська землеробська партія, Республіканська землеробська партія Пряшівщини, Автономно-землеробський союз, Руська національно-автономна партія, Соціал-демократична партія. Того ж дня Національна Рада оголосила себе «єдиним законним представником всіх руських областей Карпат і всього його населення, для якого забезпечується самовизначення і самоуправління». Вимагалася негайна заміна значної частини чеських урядовців в краї місцевими кадрами та прийняття закону про Підкарпатську Русь. Було ухвалено постанову, про те, що членами майбутнього уряду повинні бути тільки депутати празького парламенту та сенату.
8 жовтня 1938 року голова нового уряду Чехо-Словаччини генерал Ян Сирови, у відповідь на всі ці вимоги й претензії, звільнив з посади губернатора краю Константина Грабаря та призначив 9 жовтня губернатором Івана Парканія.

## Перший уряд (з11до26 жовтня1938)

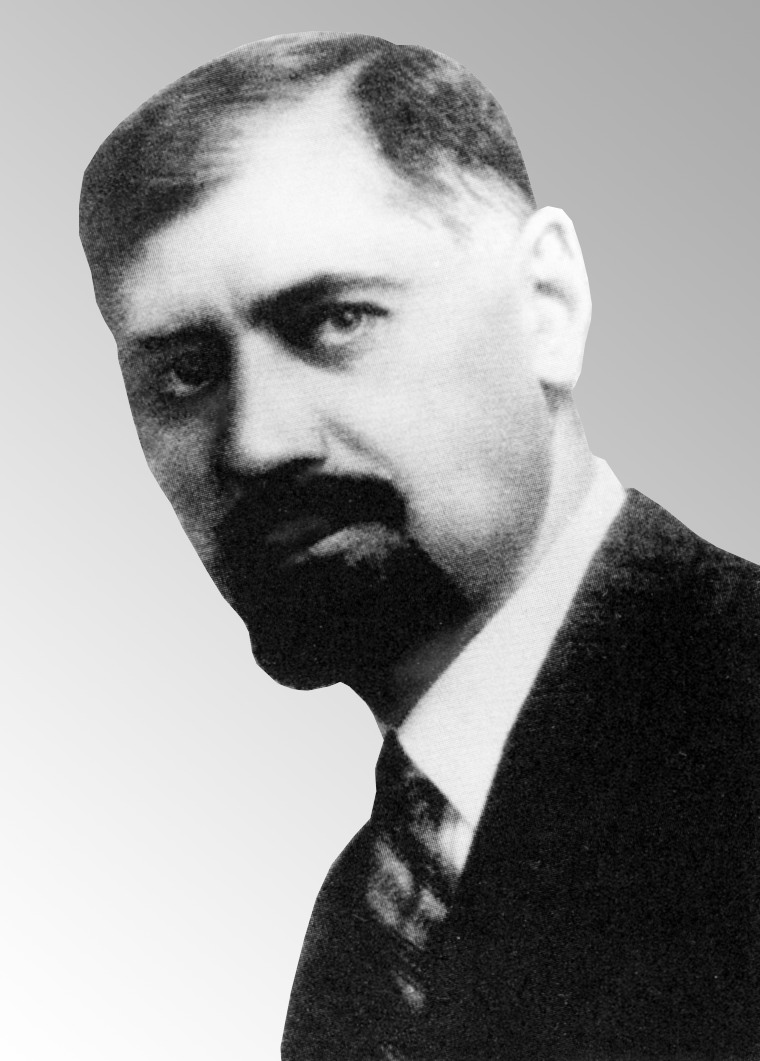
Андрій Бродій

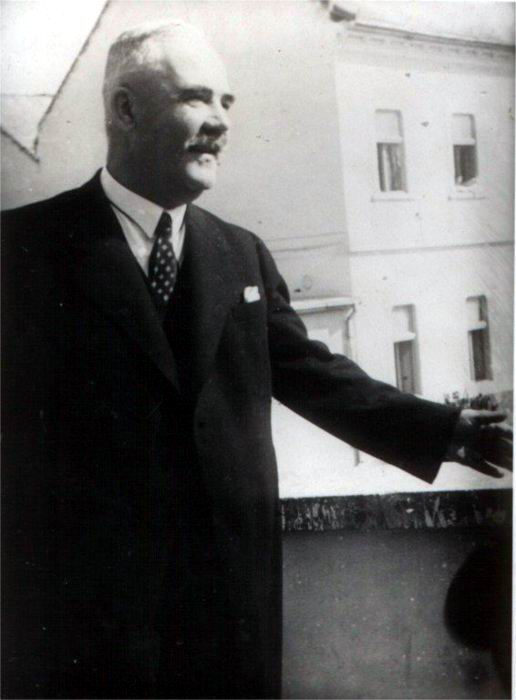
Едмунд Бачинський

Юліян Ревай

11 жовтня 1938 року в Празі урядом Чехо-Словаччини було затверджено перший автономний уряд Закарпаття — Раду міністрів Підкарпатської Русі, після цього Рада міністрів ЧСР затвердила персональний склад автономного уряду з шести осіб. До першого автономного уряду ввійшло четверо представників москвофільського та двоє українського напряму.
Склад першого уряду:
- Прем'єр-міністр — Андрій Бродій, мадярон, лідер москвофілів, голова Автономно-землеробського союзу. Також він отримав портфелі міністра шкільництва та міністра федерального уряду в справах Підкарпатської Русі.
- Міністр внутрішніх справ — Едмунд Бачинський (москвофіл), представник Республіканської партії землеробського та дрібноселянського населення[cs] на Закарпатті.
- Міністр комунікацій (міністр транспорту та громадських робіт) — Юліян Ревай, член Чехословацької соціал-демократичної партії[3].
- Міністр без портфеля (відповідав за встановлення словацько-закарпатських кордонів) — Степа Фенцик, мадярон, лідер Руської національно-автономної партії.
- Державний секретар з питань юстиції — Іван П'єщак, представник Автономно-землеробського союзу на Пряшівщині[2].
- Державний секретар з питань охорони здоров'я та соціального забезпечення — Августин Волошин, голова Християнсько-народної партії.

Перший уряд постав як компроміс між українофільською Першою Українською Народною Радою та москвофільською Русскою Народною Радою.
Автономний уряд Андрія Бродія діяв з 11 до 26 жовтня 1938 року, всього 15 днів. Першочерговим завданням для нього було врегулювання територіальних проблем, зокрема визначення питання кордону між Підкарпатською Руссю і Словаччиною. Уряд розпочав кампанію за приєднання до краю східнословацьких районів (Пряшівщини), заселених переважно русинами-українцями. Степан Фенцик відправився до Пряшева для обговорення цього питання та пропагандистської роботи серед місцевого населення.
Уряд Андрія Бродія провів усього три засідання.

### Перше засідання уряду
Перше засідання Ради Міністрів Підкарпатської Русі відбулося в Ужгороді 15 жовтня 1938 року, де були розглянуті й затверджені основні органи самоуправління, які складалися із 9 міністерств, розподілені функціональні обов'язки між міністрами. На засіданні державні секретарі Августин Волошин та Іван П'єщак склали Андієві Бродію присягу. Було засновано «Урядовий Вісник» для публікації розпоряджень автономного уряду, який до рішення сойму про офіційну мову вирішено було друкувати руською й українською мовами, редактором був Василь Ґренджа-Донський. Було засновано Підкарпатські дирекції залізниці й пошти, видано розпорядження про деякі зміни в поземельних книгах та про врегулювання продажу дров із державних лісів. На цьому ж засіданні обговорювалися й господарські проблеми краю, зокрема продовольча ситуація і заходи уряду для її поліпшення.

### Друге засідання уряду
На другому засіданні автономного уряду 18 жовтня 1938 року обговорювалися насамперед питання міжнародного становища Підкарпатської Русі. Було заслухано доповідь Степана Фенцика про політичну ситуацію на Пряшівщині та перемовини щодо кордонів з урядом Словаччини. Вирішено продовжити ці перемовини, для чого затверджено спеціальну комісію. До комісії ввійшли Олексій Фаринич — експерт з філології, Петро Сова — з етнографії, Степан Гойдич — з статистики та Т. Райкович — з питань релігії. Водночас Рада міністрів Підкарпатської Русі висловила протест словацькому прем'єр-міністру Йозефу Тісо з приводу вжитих ним репресивних заходів до організаторів руху за приєднання Пряшівщини до Закарпаття. Юліян Ревай доповів урядові про проведені переговори з міністром закордонних справ Чехо-Словаччини Франтішеком Хвалковським, на яких йшлося, зокрема, про необхідність заборони вивозу державного і приватного майна з території республіки і краю. Обговорювалися також питання надання амністії, співробітництва з Німеччиною, ліквідації чеських шкіл в населених пунктах краю з незначною кількістю чеських родин тощо. Августин Волошин інформував уряд про організацію Підкарпатського центру соціального забезпечення.

### Третє засідання уряду
Третє засідання відбулось 22 та 23 жовтня 1938 року. На ньому були розглянуті внутрішньополітична ситуація та події навколо Закарпаття. Міністр Едмунд Бачинський поінформував уряд про результати складного переговорного процесу між Чехо-Словаччиною та Угорщиною щодо встановлення нових кордонів між ними та позицію Німеччини в цьому питанні. У зв'язку з цим члени автономного уряду жваво обговорювали можливості й варіанти оптимального реагування на ультимативні вимоги Угорщини щодо заселених переважно угорцями південних територій краю з містами Ужгород, Мукачево та іншими важливими з точки зору функціонування транспортних мереж населеними пунктами Закарпаття. Було створено комісію в складі відомих закарпатських учених Петро Сова, Георгій Геровський, М. Кондратович, Микола Бескид та Іван Панькевич, перед якою ставилося завдання довести, що Закарпаття — українська земля. Уряд звернувся до Німеччини та Італії з проханням залишити Ужгород та Мукачево належними до Чехо-Словаччини, оскільки саме ці міста складають основу економічного та культурного потенціалу краю. Однак Бродій вирішив самостійно провести переговори з Угорщиною, хоча це виходило за рамки повноважень уряду. До Будапешту для переговорів вислано Едмунда Бачинського та Степана Фенцика — відвертих москвофілів та прихильників ідеї приєднання до Угорщини.
23 жовтня 1938 року Уряд Підкарпатської Русі ухвалив рішення: 
| «Область руських на півдні Карпат, що визначена мирними договорами як автономна одиниця, становить одне невіддільне ціле, частини якого міцно зв'язані як тисячолітньою історією, так і тисячолітніми економічними умовами і братерським співжиттям її корінного автохтонного населення… Цілісність і невіддільність цієї області визнали також і великі союзні співдружні держави в міжнародних і мирних договорах, змінити політичне становище і приналежність якої вважаємо можливим тільки в її цілості без відторгнення її південної частини від північної і навпаки, можна виключно тільки на основі права самовизначення всього корінного автохтонного населення за демократичним принципом: всенародним голосуванням». |

Національний склад Чехо-Словаччини у 1930 році. Жовтим кольором — українці

Це рішення автономної влади було передано урядам Чехо-Словаччини та інших сусідніх і всіх великих західних держав. Були розроблені навіть практичні заходи щодо підготовки до проведення плебісциту в Закарпатті. Слід зазначити, що і звернення до урядів зарубіжних держав, та проведення плебісциту у питанні, що торкалося територіальної цілісності республіки, виходило за рамки повноважень автономного уряду Підкарпатської Русі та суперечило конституційним нормам Чехо-Словаччини. Ідея проведення плебісциту неоднозначно сприймалася також різними політичними силами в Закарпатті. Якщо партії й громадські організації москвофільського напряму цю ідею підтримували і, саме вони на скликаних Андрієм Бродієм закритих зборах Центральної руської народної ради стали ініціаторами плебісциту, то представники українського напряму виступили проти.

Мапа Карпатської України з теротиріальними претензіями Угорщини (виділено червоною лінією)

Кризова ситуація загострилася після того, як 25 жовтня 1938 року Угорщина поставила питання, щоб її претензії до частини територій Словаччини та Підкарпатської Русі, де проживало угорське населення, вирішувалися або всенародним плебісцитом, або арбітражем європейських держав. В цей же день празький уряд ухвалив рішення про розпуск політичних партій, хоча на Закарпатті розпорядженням віце-губернатора Антона Бескида була заборонена діяльність лише комуністичної партії, яка виступила проти автономії, інші партії та об'єднання продовжували діяти.
Боячись несприятливих для себе результатів референдуму, чехословацька влада на розширеному засіданні за участю кабінетів міністрів автономних Словаччини і Підкарпатської Русі 26 жовтня погодилася на арбітражне рішення з приводу вимог Угорщини. У цей же день I Українська Народна Рада під керівництвом Августина Волошина провела нараду в Ужгороді, на якій ухвалила рішення:
1. Не противитися відданню мадярської етнографічної території Угорщині, але рішуче протестувати проти плебісциту;
2. УНР стоїть на принципі федерації народів у теперішній державі.

Прем'єр-міністр Підкарпатської Русі Андрій Бродій не погодився з рішенням центрального уряду та став вимагати проведення на Закарпатті всенародного плебісциту. Його підтримував міністр Степана Фенцик, який намагався поєднати питання про чехословацько-угорський кордон з проблемою врегулювання закарпатсько-словацького кордону. Як з'ясувалося невдовзі, обидва політики вели подвійну гру, орієнтуючись на відрив Закарпаття від Чехо-Словаччини та отримуючи в цій анти-чехословацькій діяльності підтримку, в тому числі фінансову, з Угорщини і Польщі.
Різні політичні сили в краї ідею плебісциту сприйняли неоднозначно. Центральна Руська Народна Рада цю ідею підтримало, що було характерно для москвофільської політичної течії. Підтримали ідею плебісциту Автономно-Землеробський Союз, Руська національно-автономна партія, «Національний Союз Руської молоді» та інші моосквофільські організації, а також Мукачівська Греко-Католицька та Православна єпархії.
Проти ідеї плебісциту в Підкарпатській Русі виступили українські політичні сили. На знак протесту проти відвертої проугорської діяльності Андрія Бродія та Степана Фенцика, 26 жовтня 1938 року, подали у відставку міністри автономного уряду Підкарпатської Русі Едмунд Бачинський та Юліян Ревай. Федеральний уряд Чехо-Словаччини їх відставку не прийняв, а після рішення відповідних юридичних інстанцій звільнив з посади прем'єра Андрія Бродія. Останнього було негайно заарештовано в Празі за державну зраду та зв'язки із ворожими Чехо-Словаччині закордонними елементами і профашистську діяльність на користь Угорщини, агентом якої він тривалий час виступав під псевдонімом «Берталон». Під час обшуку приватного помешкання Андрія Бродія в Празі знайдено пів мільйона угорських пенге, крім того листа від регента Угорщини Мілоша Горті в якому була обіцянка надати Бродієві шляхетський титул, якщо він з успіхом проведе справу включення Підкарпатської Русі в склад Угорщини. Його соратнику Степану Фенцику вдалося втекти у польське посольство в Празі, а потім переїхати до Угорщини, де був призначений членом угорського парламенту.

## Другий уряд (з26 жовтня1938до6 березня1939)

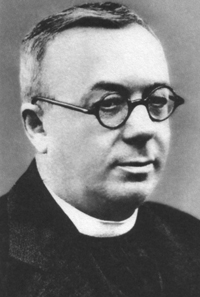
Августин Волошин

26 жовтня 1938 року новим прем'єр-міністром Підкарпатської Русі уряд Чехо-Словаччини призначив Августина Волошина, а міністрами – членів першого автономного уряду Юліана Ревая та Едмунда Бачинського. Відразу після складання присяги на вірність Чехо-Словаччині Августин Волошин виголосив промову, в якій закликав до співробітництва москвофілів. Не маючи своїх людей у складі уряду, москвофіли на запропоноване співробітництво не погодились та перейшли у відкриту опозицію до нового уряду. Антиукраїнські мітинги, демонстрації й звернення, що проводилися ними в багатьох містах Закарпаття, значно ускладнювали діяльність уряду.
Створення українського уряду на чолі з Августином Волошином викликало по всьому Закарпатті небувале піднесення. Усюди відбувалися маніфестації в підтримку влади. 27 жовтня 1938 року Ужгородом пройшла багатотисячна маніфестація на підтримку уряду. 30 жовтня 1938 року по всьому Закарпаттю прокотилася хвиля демонстрацій, на яких закарпатці висловлювали протест проти приєднання частини території до Угорщини. У зверненні було сказано: Про чітку українську спрямованість уряду Авґустина Волошина переконливо свідчило й опубліковане 27 жовтня 1938 р. в газеті «Нова свобода» звернення Української народної ради «До всіх українців по цілому світі! До всіх українських партій, організацій, груп, товариств в Галичині, Буковині, Бессарабії, Наддніпрянській Україні, Канаді, Сполучених Державах Америки і взагалі до українців, де б вони не проживали». 
| «Ми віримо, що великий 50-мільйоновий український народ підійме й надалі своє велике слово і не допустить, щоб наші віковічні вороги накладали на нас пута, знов садили нас в тюрми»[10][11]. |
Це звернення було розцінено українцями, зокрема в Галичині, як заклик до допомоги братам-українцям по той бік Карпат. Почалися масові демонстрації на підтримку уряду, Авґустина Волошина у Львові, Станіславові, Коломиї, Золочеві, Чорткові, Галичі, Бережанах, Підгайцях, Рогатині, Дрогобичі, Стрию, Перемишлі, Буську та інших містах та селищах.
Були зафіксовані перші нелегальні переходи польсько-чеського кордону галицькими українцями з метою допомоги в розбудові молодої української держави. Наприкінці 1938 року вони мали масове явищем. Так Олег Ольжич став офіційним уповноваженим Проводу ОУН при уряді Августина Волошина. Він займав посаду керівника культурної референтури ПУНу, згодом став членом військового штабу Карпатської Січі, 17 січня 1939 року йому було надано громадянство Карпатської України.

### Віденський арбітраж
2 листопада 1938 року відбувся Перший Віденський арбітраж, що став результатом нової змови Німеччини та Італії з Угорщиною, спрямованої проти демократичної Чехо-Словаччини. Згідно з його рішенням, Чехо-Словаччина змушена була віддати Угорщині південні райони автономних Словаччини та Підкарпатської Русі, де проживало переважно угорське населення. Закарпаття, зокрема, втратило понад 12 % своєї території (1523 км²), на якій містилося 97 населених пунктів, у тому числі найбільші міста краю — Ужгород, Мукачево, Берегове, де проживало близько 171 тис. осіб, у тому числі понад 33 тис. українців. Так у Мукачівському окрузі угорцям перейшло 15 населених пунктів, населення яких складалося з 12.153 українці та 12.253 угорці. Це була важка втрата для автономного краю, особливо з господарського погляду. З приводу цього Уряд сповістив населення краю про вимушену згоду на умови арбітражу.

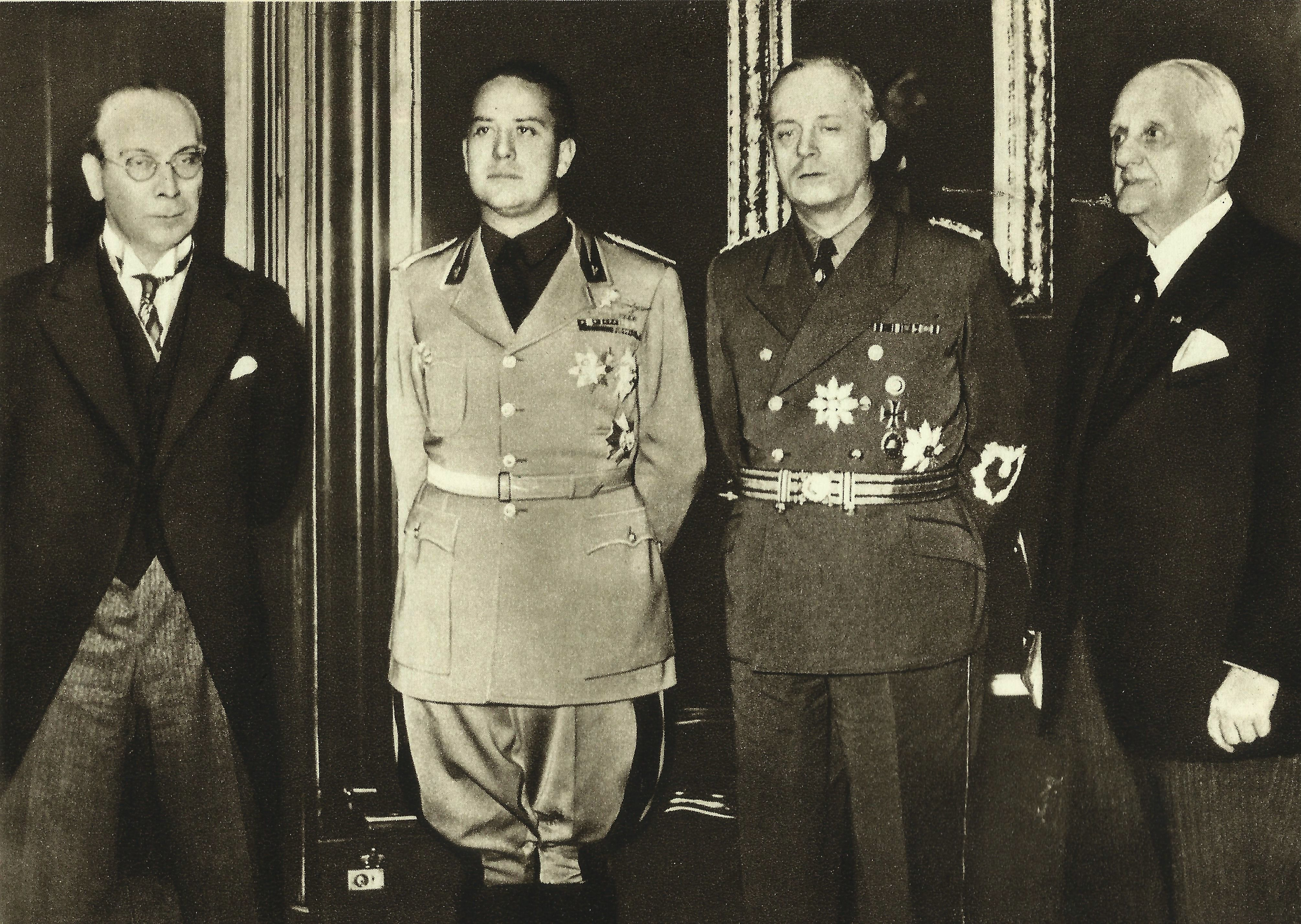
Перший Віденський арбітраж. Стоять (зліва на право): Франтішек Хвалковський, Ґалеаццо Чано, Йоахім фон Ріббентроп та Калман Каня.

Згідно з рішеннями Віденського арбітражу, була створена спільна чехословацько-угорська делімітаційна комісія, при якій діяли 11 підкомісій. Вони вирішували проблеми загальнополітичні, військові, територіальні, етнографічні, фінансові, народногосподарські, торговельні, правові. До спільної чехословацько-угорської комісії були делеговані два українці, два словаки та один чех. Карпатську Україну представляли Юлій Бращайко та Микола Долинай. Між представниками уряду Карпатської України та Угорщини була досягнута домовленість про перепусткову систему, вивіз майна з переданої Угорщині території. Комунікаційна лінія повинна була почати діяти 9 січня 1939 року. Евакуацією, яка завершилася 10 листопада 1938 року, керували Володимир Комаринський, Дмитро Німчук і Василь Ґренджа-Донський.

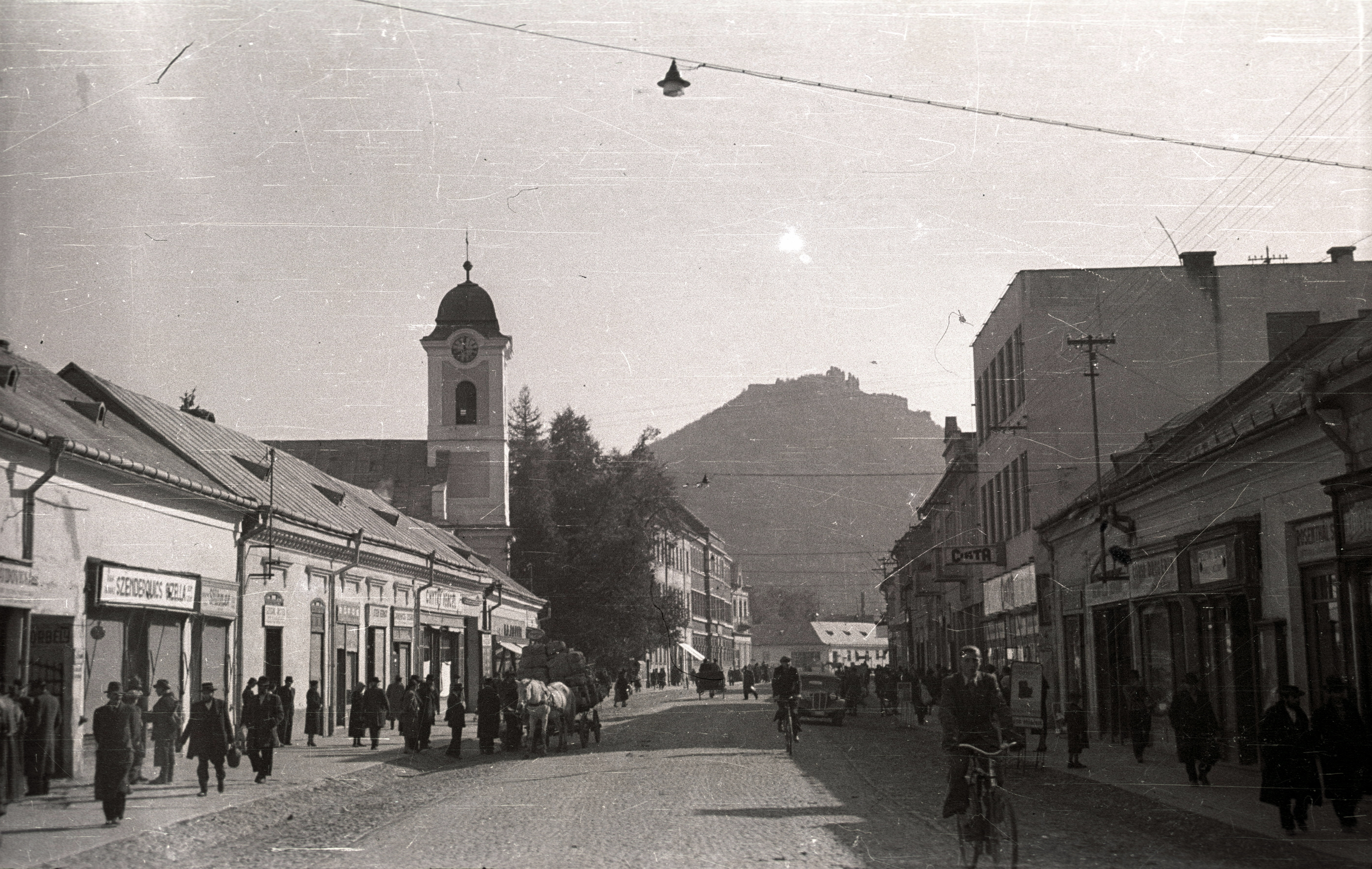
Центральна частина Хуста, 1939 рік

Уряд Авґустина Волошина переніс свою канцелярію з Ужгорода до Хуста, який став столицею автономної української держави. Авґустин Волошин у зверненні «До всіх громадян Карпатської України» зазначив: 
| Супроти нового стану речей столицю нашого краю переносимо з забраного Ужгороду до Хусту, до того міста, в якім 21 січня 1919 р. проголошено перше бажання нашої самостійності.[18] |
Майже всі прихильники Андрія Бродія та Степана Фенцика, так звані мадярони, залишилися на окупованій Угорщиною території, де сердечно вітали нових угорських господарів та стали з ними активно співпрацювати.
Становище Карпатської України дедалі погіршувалося. Очільник політичного відділу МЗС Німеччини Е. Норман попередив посольство у Празі, що ставлення до Карпатської України є інше, ніж до Словаччини. Угорський уряд планував заколот як привід до збройного повстання, щоб змусити Авґустина Волошина до злуки з Угорщиною. Польща обіцяла сприяти мадярам, але німці застерегли Будапешт про передчасність цих намірів та навіть планували надати Карпатській Україні фінансову допомогу. Однак Угорщина знехтувала попередження і навіть призначила окупацію Карпатської України на 20 листопада 1938 року. Лише різкі ноти Німеччини й Італії 21 листопада 1938 року змусили угорців відкласти небезпечний задум. 22 листопада 1938 року чехословацький парламент затвердив автономію Карпатської України та Словаччини. Чехо-Словаччина перетворилася на федеративну державу чехів, словаків та карпатських українців (русинів).

### Склад уряду
Уряд Волошина заходився будувати українську державність на урізаній території автономного краю. Він завершив свою реорганізацію, розпочату ще в Ужгороді. На середину листопада автономний уряд Підкарпатської Русі виглядав таким чином:
- Прем'єр-міністр — Авґустин Волошин;
- Міністр внутрішніх справ — Едмунд Бачинський;
- Міністр шкільництва та народної освіти — Авґустин Штефан;
- Міністр юстиції — Авґустин Дутка;
- Міністр комунікацій — Юліян Ревай.

Кожне окреме міністерство мало кілька ресортів (відділів). Наприклад, міністерство комунікацій мало вісім відділів: господарства, фінансів, залізниць, пошт, телефонів і телеграфів, охорони здоров'я, торгівлі й промислів, громадських робіт, соціальної опіки. Значну роль в діяльності уряду відігравали особисті секретарі прем'єр-міністра С. Росоха та І. Рогач — люди молодшої генерації з радикальним ґатунком.
Особистими секретарями Авґустина Волошина були призначені Степан Росоха та Іван Рогач. Секретарем прем'єр-міністра з політичних питань став Степан Клочурак. Начальником департаменту персоналу став Василь Лацанич, відділ пропаганди очолив Володимир Комаринський, начальником департаменту законодавства і застережних справ призначений Михайло Кочерган.

### Діяльність другого уряду
При Кабінеті міністрів Агустина Волошина були створені служба безпеки, управління поліції в Хусті, відділ преси та пропаганди. Останній з метою інформування населення про діяльність уряду видавав «бюлетень пресової служби». Щодня масовим накладом виходила урядова газета «Нова свобода», редакцію якої очолював відомий громадсько-політичний діяч і письменник Василь Гренджа-Донський. Автономний уряд надавав особливого значення політичній та пропагандистській роботі, що пояснювалося як необхідністю мобілізації зусиль населення краю на розбудову української держави, так і підривною діяльністю проти неї з боку Угорщини і Польщі, нападами терористів з цих країн на населені пункти Закарпаття, антиукраїнською пропагандою проугорської п'ятої колони серед його мешканців, а також загостренням час від часу українсько-чеських відносин.

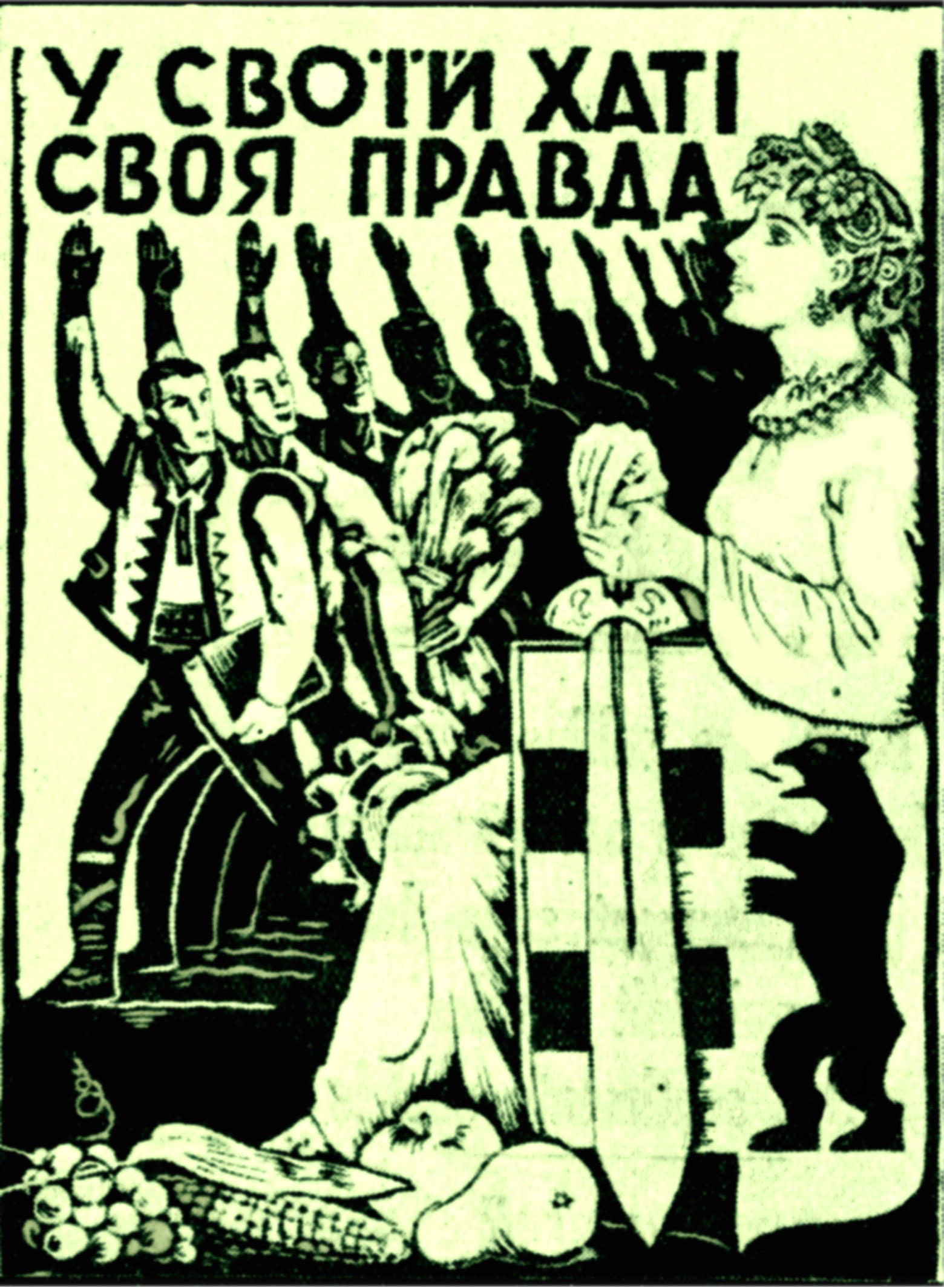
Агітаційний плакат «Карпатської Січі»

Уряду Волошина за порівняно короткий відрізок часу вдалося переконати населення в необхідності всенародного захисту кордонів краю. На початку листопада була утворена організація народної оборони «Карпатська Січ». Вона являла собою напіввійськову організацію для військового вишколу учасників українського національного руху та організації оборони Карпатської України.

### Допомога діаспори
Звістку про надання автономії Закарпаттю та особливо початок розбудови Карпатоукраїнської держави урядом Авґустина Волошина з великим захопленням сприйняли українці в усьому світі. Про підтримку українського уряду й готовність всіляко допомагати розбудові молодої автономної держави свідчать сотні листів і телеграм національно свідомих українців з різних країн, що надходили до канцелярії Авґустина Волошина.
Крім моральної підтримки, українці США, Канади, країн Європи відгукнулися на звернення уряду Авґустина Волошина та Української Народної Ради до українців зарубіжних країн з проханням про допомогу та із закликом до співпраці. Ними, зокрема, створювалися різноманітні «Допомогові комітети», «Національні фонди допомоги Карпатській Україні», організовувався збір коштів, медикаментів, продовольства тощо. Особливо відчутною була фінансова допомога, яка регулярно надходила з США та Канади, зокрема від «Організації Демократичного Відродження України», «Допомогового Комітету Карпатської України», «Українського Національного Об'єднання». Відомо, наприклад, що «Комітет допомоги Карпатській Україні» Українського Національного Об'єднання (УНО) у Саскатуні (Канада) надіслав уряду Волошина 5,2 тис. доларів для розбудови «Карпатської Січі». При «Центральному Союзі Українських організацій у ЧСР», який очолював професор Іван Горбачевський, був утворений «Комітет оборони Карпатської України», який зібрав понад 150 тис. корон, а на 98 тис. раніше зібраних коштів придбав 150 одностроїв та передав їх «Карпатській Січі». Незважаючи на невелику чисельність, українці Франції, об'єднані Українським народним союзом, зібрали і передали на ті ж цілі 85 тис. франків.
В лютому 1939 року управа «Української національної колонії у Маньчжурії» передала уряду Карпатської України 1 млн маньчжурських доларів, а в березні — ще кілька сотень тисяч. На загальних зборах «Української національної колонії у Харбині» була прийнята відозву до урядів світу з вимогою підтримати боротьбу українців за власну Самостійну Соборну державу.
За ініціативою Олега Ольжича 10 грудня 1938 року в Хусті було створено «Українське еміграційне бюро в Карпатській Україні» на чолі з Миколою Ґалаґаном та Василем Колодієм. Завданням бюро було сприяти доцільному використанню сил, знань і фінансових ресурсів української еміграції у розбудові державно-господарчого й культурного життя Карпатської України. Чимало вкрай потрібних молодій автономній державі фахівців з числа українських емігрантів зарубіжних країн отримувало карпато-українське підданство і відповідно чехословацьке громадянство, що давало їм змогу легально працювати в Закарпатті.
Особливу активність в цьому виявляли українці Галичини. Вони бачили в Карпатській Україні відродження Соборної України, за яку боролись у 1918–20-х рр. і до розбудови якої хотіли зробити свій внесок. Протягом всього короткочасного існування Карпатоукраїнської держави закарпатці постійно відчували як моральну підтримку, так і матеріальну та безпосередню допомогу галичан. Незважаючи на репресивні заходи польських властей, вони сотнями нелегально переходили польсько-чеський кордон з бажанням особисто допомогти молодій автономній державі своїми знаннями, набутим досвідом і працею. В урядових структурах автономного краю в центрі й на місцях, в українських школах і національно-культурних осередках, в народному господарстві й січових загонах працювали й діяли сотні галицьких українців.

### Зміна назви
Активні дії особливо радикально налаштованих членів ОУН, а їх було чимало серед галичан, ускладнювали політичну ситуацію та міжнародне становище Карпатської України, зокрема українсько-польські відносини, а також сприяли загостренню суперечностей в самому українському таборі. Автономний уряд Волошина постійно відчував тиск і опозицію з боку молодих радикальних націоналістів, які перебували в державних та партійних структурах та в керівництві Карпатської Січі й настійно вимагали більш рішучих дій, зокрема по відношенню до чехів і празької влади. Галицькі емігранти активно переконували прем'єра Авґустина Волошина в тому, що Закарпаття в даних конкретних історичних умовах повинне стати центром об'єднання всіх українських земель в єдиній соборній Українській державі. Саме ця ідея була однією з причин того, що все частіше почало ставитися питання про офіційну зміну назви автономної одиниці.
17 листопада 1938 року керівництво Української Народної Ради надіслало телеграму голові чехословацького уряду й Законодавчій комісії парламенту Чехо-Словаччини: 
| «Є неспірним, що наш народ є народом українським, а не руським, то є великоруським. Тому назва Підкарпатська Русь не відповідає дійсності. Українська Народна Рада, яка проголосила р. 1919 прилучення нашого народу до республіки як народня репрезентантка українського населення в інтересі консолідації та спокійного розвитку цього краю домагається, щоб в новій Конституції була ужита урядова назва цього краю: Карпатська Україна. Тим буде нещасне язикове питання раз на все вирішене. Домагаємося того й тому, бо під плащем русскости провадилася і провадиться протидержавна чинність та мадярська іридента». |
Справу про перейменування назви автономної території на «Карпатську Україну» знову було поставлено міністром Юліяном Реваєм на засіданні парламенту Чехо-Словаччини 22 листопада 1938 року під час прийняття поправки до конституції Чехо-Словаччини у частині «Конституційного закону про автономію Підкарпатської Русі». Однак його пропозиція була відхилена. У прийнятому законі підкреслювалося: «Підкарпатська Русь є автономною складовою частиною Чехо-Словаччини. Дефінітивну назву автономної території південно-карпатських русинів установить закон сойму Підкарпатської Руси». Він же встановить урядову мову та мову навчання в школах на території Підкарпатської Руси. Згідно з цим конституційним законом, який юридично закріпив автономний статус Закарпаття як державного утворення в рамках другої Чехословацької Республіки, «урядову й виконавчу владу на території Підкарпатської Русі від 11 жовтня 1938 року виконує у всіх справах, що належить до компетенції Підкарпатської Русі, тричленний уряд Підкарпатської Русі, який є складовою частиною Центрального Уряду, аж до того часу, коли буде утворений Уряд Підкарпатської Русі». Адміністративний апарат віце-президента (крайовий уряд) позбавлявся своїх повноважень, що передавалися до компетенції міністерств автономного уряду. За п'ять місяців повинні були відбутися вибори до першого представницького та законодавчого органу автономної території — «Сойму Підкарпатської Руси».
25 листопада 1938 року уряд Волошина видав «Розпорядження правительства Підкарпатської Руси про запровадження на її території державної української (малоруської) мови», а в кінці грудня розпустив земський (крайовий) уряд в Хусті й офіційно дозволив вживати поряд із назвою «Підкарпатська Русь» також і назву «Карпатська Україна».

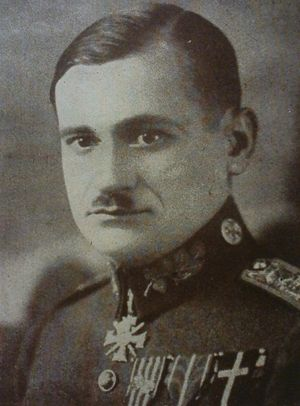
Лев Прхала

### Другий уряд Августина Волошина
Після цього пріоритетним напрямом політики уряду Волошина стає правотворча діяльність, покликана наповнити реальним змістом права автономного краю як суб'єкта федерації у складі Чехо-Словаччини. Саме до таких нормативних актів належать розпорядження про передачу всієї влади Кабінету міністрів Карпатської України до обрання сойму, про створення Вищого суду та Вищої державної прокуратури. 24 січня 1939 року міністерство внутрішніх справ у Хусті видало розпорядження, яке завершило формування структури виконавчо-розпорядчої влади в Карпатській Україні. Згідно з ним, окружні начальники отримали повноваження розпускати сільські громадські заступництва на чолі із старостами повсюди, «де укажеться потреба», призначивши на їх місця урядових комісарів та дорадчі комісії. 20 листопада 1938 року була введена цензура на газети й часописи, що видавалися в Карпатській Україні та було закрито місцеві осередки москвофільського «Общества им. Духновича» та низки москвофільських антиукраїнських видань.
Курс на українізацію суспільного життя автономного краю й надалі залишався для уряду Карпатської України головним напрямом роботи. Внаслідок активної анти-чеської пропаганди про-угорської п'ятої колони в краї, загострилися відносини автономного уряду з чеською центральною владою, особливо після того, як новообраний президент Чехо-Словаччини Еміл Гаха в грудні 1938 року звільнив з роботи міністра внутрішніх справ Карпатської України Едмунда Бачинського. На його місце 16 січня 1939 року призначив чеського генерала Лева Прхалу. Це рішення чеської влади було розцінено урядом Авґустина Волошина як втручання у внутрішні справи автономної республіки, до того ж москвофільські погляди генерала були загальновідомі. Демонстрації проти призначення чеського генерала українським міністром в багатьох населених пунктах краю вилилися у масові акції протесту. Через кілька днів між Прагою і Хустом було досягнуто компромісу — Лев Прхала був призначений міністром транспорту.
20 січня 1939 року уряд Карпатської України, «виходячи зі становища громадського спокою і порядку та з того, що діяльність політичних партій, існуючих в Карпатській Україні (Підкарпатській Русі), яких діяльність була припинена, загрожує громадській (державній) безпеці, вирішив розпустити всі політичні партії, що виявили діяльність до появи вищенаведеного розпорядження чехо-словацького уряду». Розпускаючи політичні партії, Волошин дав дозвіл на створення лише однієї політичної партії під назвою «Українське Національне Об'єднання» (УНО).

Агітація за УНО

### Вибори до сойму
24 січня 1939 року був створений центральний провід Українського Національного Об'єднання, який очолив голова Української Народної Ради Федір Ревай, брат міністра Юліяна Ревая. 27 січня проводом УНО було сформовано список кандидатів до сойму Карпатської України із 32 осіб, переважна більшість з них була членами УНО. Розпочалася активна пропагандистська робот. Сотні листівок в містах і населених пунктах Карпатської України закликали усіх мешканців прийти на вибори й одностайно голосувати за список УНО.
Вибори до сойму відбулися 12 лютого 1939 року стали чи не найважливішою віхою в процесі реалізації автономних прав краю. Із 92,5 % населення, що взяли участь у виборах (265 тис. осіб), 92,4 % проголосували за УНО. Результати засвідчили схвалення основною частиною закарпатських українців курсу Кабінету міністрів Карпатської України Августина Волошина на утвердження національної державності.

### Економіка
19 листопада 1938 року Українська Народна Рада в Хусті видала «Маніфест до українського народу», в якому були накреслені головні пункти господарської програми уряду А. Волошина. На перший план висувались проведення земельної реформи, розвиток хліборобства й виноградарства, піднесення скотарства й молочарства. Але для уряду найголовніше завдання полягало в тому, щоб забезпечити місцеве населення продуктами харчування. До того ж постійно підвищувалися ціни на продукти, хоча заробітна плата залишалася без змін.
Щоб запобігти голоду, особливо в гірських районах, автономний уряд пішов на скасування деяких податків. Так 14 листопада 1938 року було видано розпорядження «Для стягання довгів, що повстали перед днем 1 жовтня 1938 року, не можна до кінця серпня 1939 року позволити якого-небудь рода екзекуції або продовжити вже дозволене екзекуційне поступування». У лютому 1939 року, на вимогу уряду Волошина, міністерство господарства Чехо-Словаччини додатково виділило 300 тис. крон для проведення акції надання допомоги найбіднішому населенню краю. Тоді ж уряд Карпатської України «призначив півмільйона крон на харчеву акцію бідних дітей». Однак разові допомогові акції не могли істотно поліпшити становище. Неспроможність вирішити цю проблему власними силами змусила А. Волошина шукати допомоги за кордоном. Почалися поставки кукурудзи з Румунії, розглядалося питання про обмін закарпатського лісу й солі на зерно з урядами Німеччини та Угорщини. Водночас проводилась певна робота з поліпшення страхування й пенсійного забезпечення населення: в Хусті, зокрема, був створений Краєвий уряд робітничого забезпечення.
Однією з найбільших проблем, з якою зіткнувся уряд Августина Волошина було безробіттям. Кількість безробітних постійно збільшувалась за рахунок галичан, що нелегально переходили польсько-чеський кордон, втікачів з території, окупованої Угорщиною, а також через припинення окремих видів робіт. Одночасно відбувалась рееміграція закарпатців в пошуках роботи за кордон. З метою поліпшення становища уряд Карпатської України в січні 1939 року розпочав переговори з урядом Німеччини, Чехо-Словаччини та деяких інших країн про можливість для закарпатців виїжджати на заробітки за кордон. Така домовленість була досягнута, і кільком партіям робітників вдалося поїхати на сезонні роботи до Німеччини й Чехо-Словаччини, хоча це не зняло хронічну для Закарпаття проблему безробіття.
Уряд робив активні спроби щодо реорганізації та централізації лісового господарства, проведення його націоналізації. У січні 1939 року, після створення єдиної дирекції лісів у Буштино, почалися великі роботи в державних лісах: було збудовано кілька транспортних середників, почалося будівництво нових комунікацій, залізничних та автомобільних доріг, пошук нових ринків збуту та можливостей залучення іноземного капіталу тощо. В результаті ситуація в лісовому господарстві поступово стабілізувалась. Прибутковою галуззю промисловості краю залишалося добування солі. Певні позитивні зрушення відбулися в хімічній, де досить успішно працювало 5 фабрик, та харчовій промисловості краю. Уряд Карпатської України розробив програму електрифікації, для здійснення якої було організовано товариство «Карпатські Електровні». Значну увагу уряд приділяв розвитку пошт і зв'язку, розробці корисних копалин, мінеральних джерел. Робились певні спроби поліпшення становища в медичному обслуговуванні населення.

### Освіта, культура, релігія

Театр «Нова сцена»

Деякі конкретні заходи були запроваджені в життя в галузі освіти. Уряд Волошина став добиватися введення в усіх школах, державних та інших установах обов'язкового викладання української мови. Одночасно розширилася мережа українських шкіл: відкрито гімназії з українською мовою навчання в с. Білки, м. Рахів та с. Ракошино, понад 50 нових міських та сільських народних шкіл, обговорювалося питання відкриття народного університету й перенесення до Хусту з Праги Українського вільного університету, який би мав стати основою для створення Українського державного університету. Активну діяльність на освітній ниві здійснювало товариство «Учительська громада», членами якого були близько 2 тис. представників нової української учительської генерації тощо.
Завдяки приїзду в Карпатську Україну відомих діячів української культури та їх підтримки урядом в краї активізувалося українське культурне життя: у Хусті було створено літературно-мистецьке товариство «Говерла», яке видавало однойменний щомісячник за редакцією Олега Ольжича, а також діяв державний театр «Нова сцена», режисер Юрій Шерегій. Каленик та Петро Лисюки з української діаспори, створивши першу в Закарпатті кіностудію, розпочали зйомки фільму, котрий пізніше назвали «Трагедія Карпатської України». Почав видавати свій релігійний альманах Севастіян Сабол (Зореслав).
Уряд Волошина проводив активну політику в галузі релігії та церкви. Підтримуючи насамперед греко-католицьку церкву, вірниками якої була переважна більшість українського населення Закарпаття, він водночас пішов на зближення з керівництвом православної церкви, сприяв запобіганню міжконфесійних конфліктів.

### Національні меншини
Уряд Волошина значну увагу приділяв на різнобічний розвиток національних меншин краю. Так німецька національна меншина у Закарпатті, станом на 13 лютого 1939 року, становила 3714, або 1,60 % населення. Уряд Волошина все робив для того, щоб німецьке населення не відчувало ніяких проблем. Інженер Е. Ольдофреді, як представник німецької національної меншини, 27 січня 1939 року був включений до списку майбутніх послів українського парламенту.
Станом на лютий 1939 року в краї проживало 15 тисяч чехів. Уряд Августина Волошина докладав усіх зусиль, щоб взаємовідносини між українцями та чехами, які проживали в Закарпатті, залишалися добросусідськими. На жаль, конфронтації повністю уникнути не вдалося. Чехи не сприймали українську владу та її рішення, а українці намагалися позбутися «опіки» Праги.
Румунська національна меншина всіляко підтримувала уряд А. Волошина. Румунська преса повідомляла: «…румунський народ, який живе в селах Солотвино, Нижня Апша, Середня Апша і Біла
Церква, задоволений своїм становищем, бо користується повними громадськими й політичними правами».
28 грудня 1938 року Августин Волошин прийняв делегацію євреїв, які складали 12 % всього населення. Делегати заявили про свою лояльність до влади. У відповідь на це прем'єр-міністр Августин Волошин заявив: «Я до жидів, які шанують свою релігію і національність, завжди ставився прихильно. Щодо культурних потреб жидівського населення, то вони будуть по можливості сповнені». Однією з форм переслідування євреїв угорським окупаційним режимом було видворення їх з краю. Ця акція розпочалася відразу після встановлення на Закарпатті окупаційного режиму.

## Третій уряд (з6до15 березня1939)

Юлій Бращайко

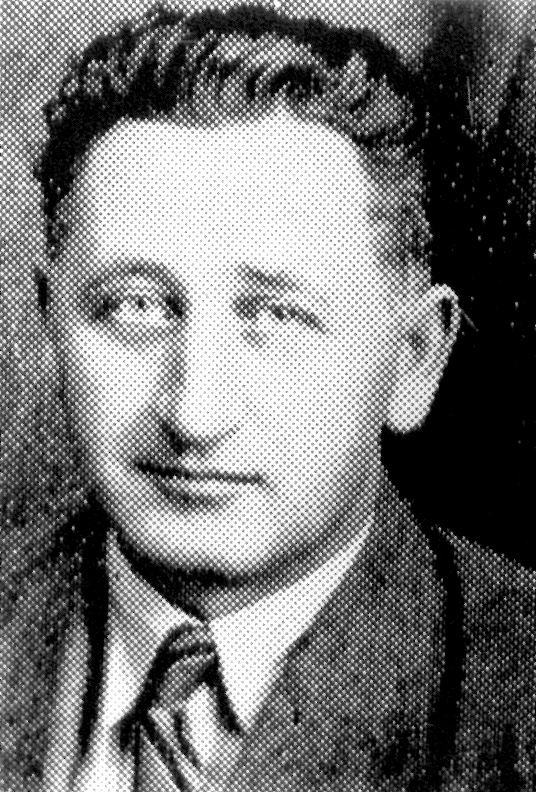
Степан Клочурак.

Незважаючи на певне зближення діячів Карпатської України і загравання уряду Німеччини з українськими політичними силами, Угорщина не відмовлялась від своїх претензій на всю територію Закарпаття. Втім, останнє слово в розв'язанні проблеми Закарпаття належало саме Німеччині, яка певний час приховувала свої справжні наміри й стримувала Угорщину від агресії.
Наприкінці 1938 — початку 1939 поки в дипломатичних колах і громадськості європейських держав навіть склалося враження, що Третій рейх «підтримує» Карпатську Україну. Рішення Адольфа Гітлера від 6 березня 1939 року про остаточно ліквідувати Чехо-Словаччину зняло будь-які покрови з політики Німеччини. 12 березня 1939 року Гітлер дав згоду регенту Угорщини Міклошу Горті на окупацію Карпатської України.
6 березня 1939 року був сформований третій уряд:
- Прем'єр-міністр — Авґустин Волошин;
- Міністр закордонних справ — Юліян Ревай;
- Міністр внутрішніх справ — Юрій Перевузник;
- Міністр господарства — Степан Клочурак;
- Міністр фінанси та комунікацій — Юлій Бращайко;
- Міністр здоров'я та соціальної опіки — Микола Долинай.[33].

### Проголошення незалежності Карпатської України
14 березня 1939 року, щойно дізнавшись про проголошення самостійності Словаччини, що свідчило про остаточний державний розпад Чехо-Словаччини та великої кількості угорських військ на кордонах, Августин Волошин офіційно проголосив Карпатську Україну незалежною державою.

Мапа Карпатської України у 1939 році

Після цього до Берліна була відправлена телеграма: «Від імені уряду Карпатської України прошу Вас прийняти до відома проголошення нашої самостійності під охороною Німецького Рейху. Прем'єр-міністр доктор Волошин. Хуст».
Окремі підрозділи угорських військ тим часом вже перейшли кордони Карпатської України, а відповіді з Берліна не було. Вранці 15 березня уряд Августин Волошина ще раз звернувся до Берліна з конкретним запитанням, чи віддала Німеччина Карпатську Україну Угорщині. Лише після цього відомство Ріббентропа через свого консула в Хусті порадило Августину Волошину «не чинити опір угорському вторгненню, бо німецький уряд у даній ситуації, на жаль, не може взяти Карпатську Україну під протекторат».

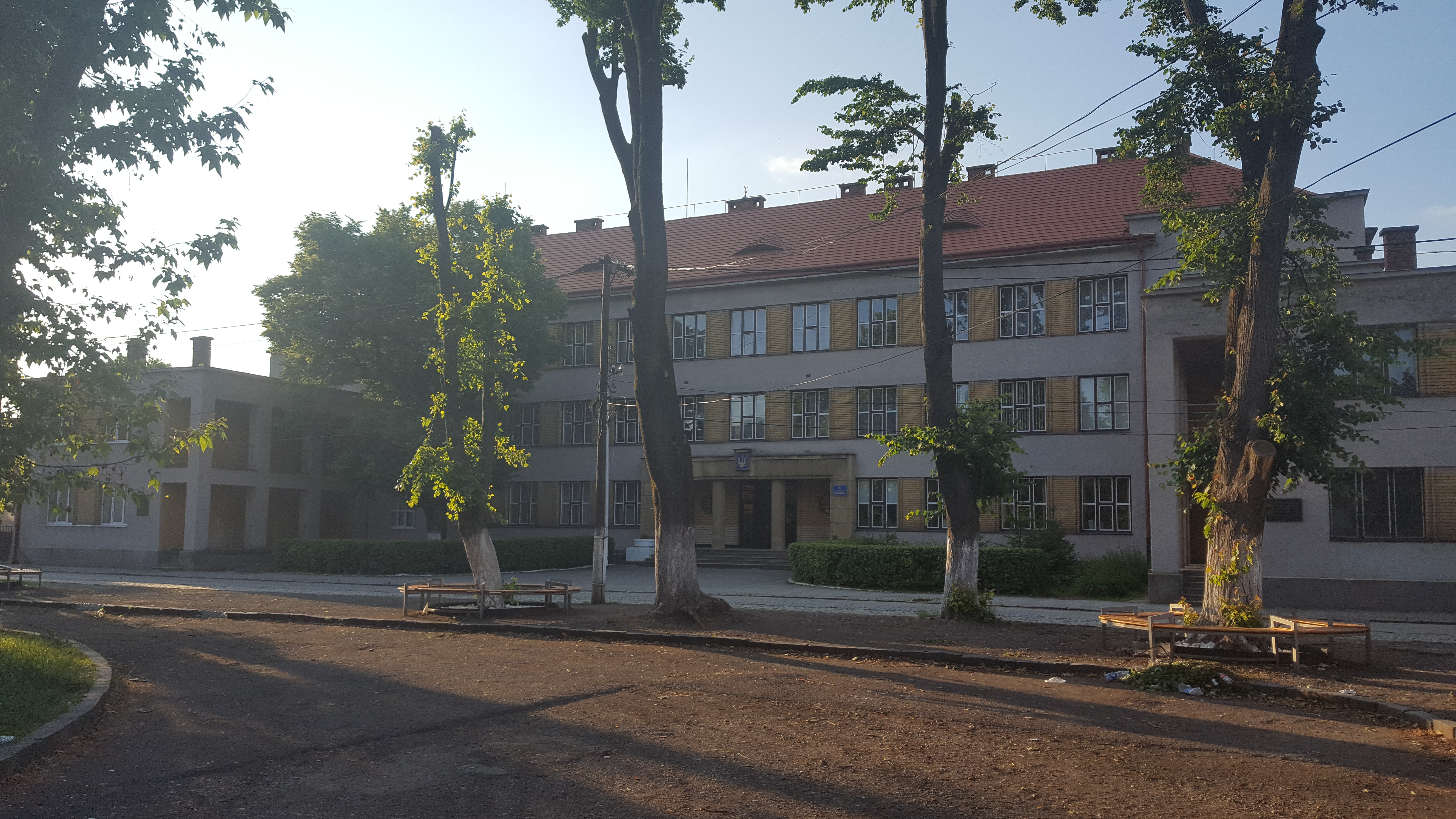
Хустська школа № 1 ім. Авґустина Волошина, у приміщенні якої відбулась сесія Сойму Карпатської України у 1939 році

У такій безвихідній ситуації того ж дня в Хусті о 15 год. 30 хв. розпочала свою роботу перша і остання сесія Сойму Карпатської України. Головою Сойму обрано Авґустина Штефана, заступниками Степана Росоху та Федіра Ревая. Протягом трьох годин відбулося шість окремих засідань. Таємним голосуванням сойм обрав президента новоствореної української держави отця Августина Волошина та прийняв два закони, які мали статус конституційних і визначали форму нового державного утворення.

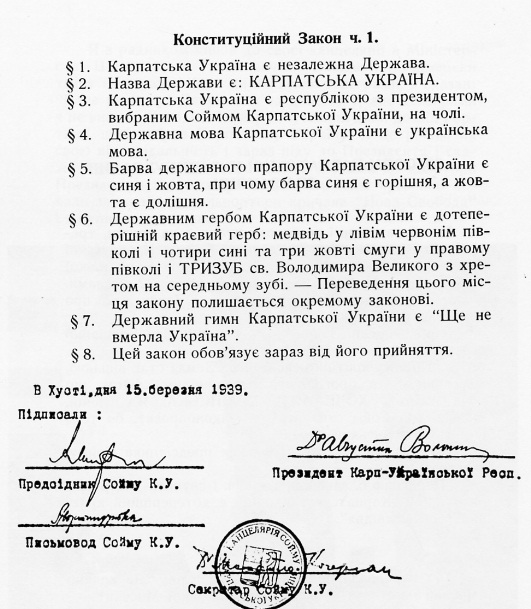
Конституційний закон № 1

Ними підтверджувалося, що Карпатська Україна є незалежною державою — республікою з президентом на чолі, обраним соймом. Державною мовою Карпатської України проголошувалася українська. Державним прапором затверджувався національний синьо-жовтий прапор, а державним гербом — сполучення краєвого герба (ведмідь у лівім червонім колі й чотири сині та три жовті смуги в правому півколі) з національним (тризуб св. Володимира Великого з хрестом на середньому зубі). Державним гімном Карпатської України оголошувався національний гімн «Ще не вмерла Україна».

## Четвертий уряд (з15до18 березня1939)
Сойм Карпатської України обрав Авґустина Волошина президентом Карпатської України, який після складення присяги, 15 березня 1939 року призначив новий (четвертий) уряд:
- Прем'єр-міністр та міністр закордонних справ — Юліян Ревай;
- Міністр внутрішніх справ — Юрій Перевузник;
- Міністр господарства — Степан Клочурак;
- Міністр фінанси та комунікацій — Юлій Бращайко;
- Міністр здоров'я та соціальної опіки — Микола Долинай.

Сойм уповноважив уряд, за згодою президента Карпатської України, видавати до свого викликання розпорядження, що матимуть силу закону.
14 березня 1939 року через Українську Пресову Службу в Берліні було розіслано пресовий комунікат про проголошення незалежності Карпатської України. Прем'єр-міністр Юліян Ревай офіційно призначив Володимира Стахіва представником Карпатської України в Берліні, який негайно повідомив про своє призначення МЗС Німеччини та висловив прохання долучитися до процесу припинення окупації угорськими військами.
Уряду незалежної Карпатської України так і не судилося приступити до виконання своїх обов'язків. 15 березня 1939 року угорські війська розпочали загальний наступ по всій території Закарпаття. Не маючи зовнішньої підтримки Карпатська Україна до 18 березня 1939 року була майже повністю була захоплена угорськими військами, 7 липня 1939 року територія Карпатської України була анексована Угорським королівством.
У кінці березня 1939 року президент республіки Авґустин Волошин та частина уряду на чолі з прем'єром Юліяном Реваєм виїхала через Румунське королівство в еміграцію. Повноважні карпатоукраїнські представники залишили край через півтора місяці після початку прямої агресії Угорського королівства. До 30 квітня 1939 року в Хусті офіційно діяла Українська евакуаційна комісія на чолі з Володимиром Бірчаком.